# Castanopsis ouonbiensis
Castanopsis ouonbiensis är en bokväxtart som beskrevs av Paul Robert Hickel och Aimée Antoinette Camus. Castanopsis ouonbiensis ingår i släktet Castanopsis och familjen bokväxter. Inga underarter finns listade.